# لوساتيا العليا

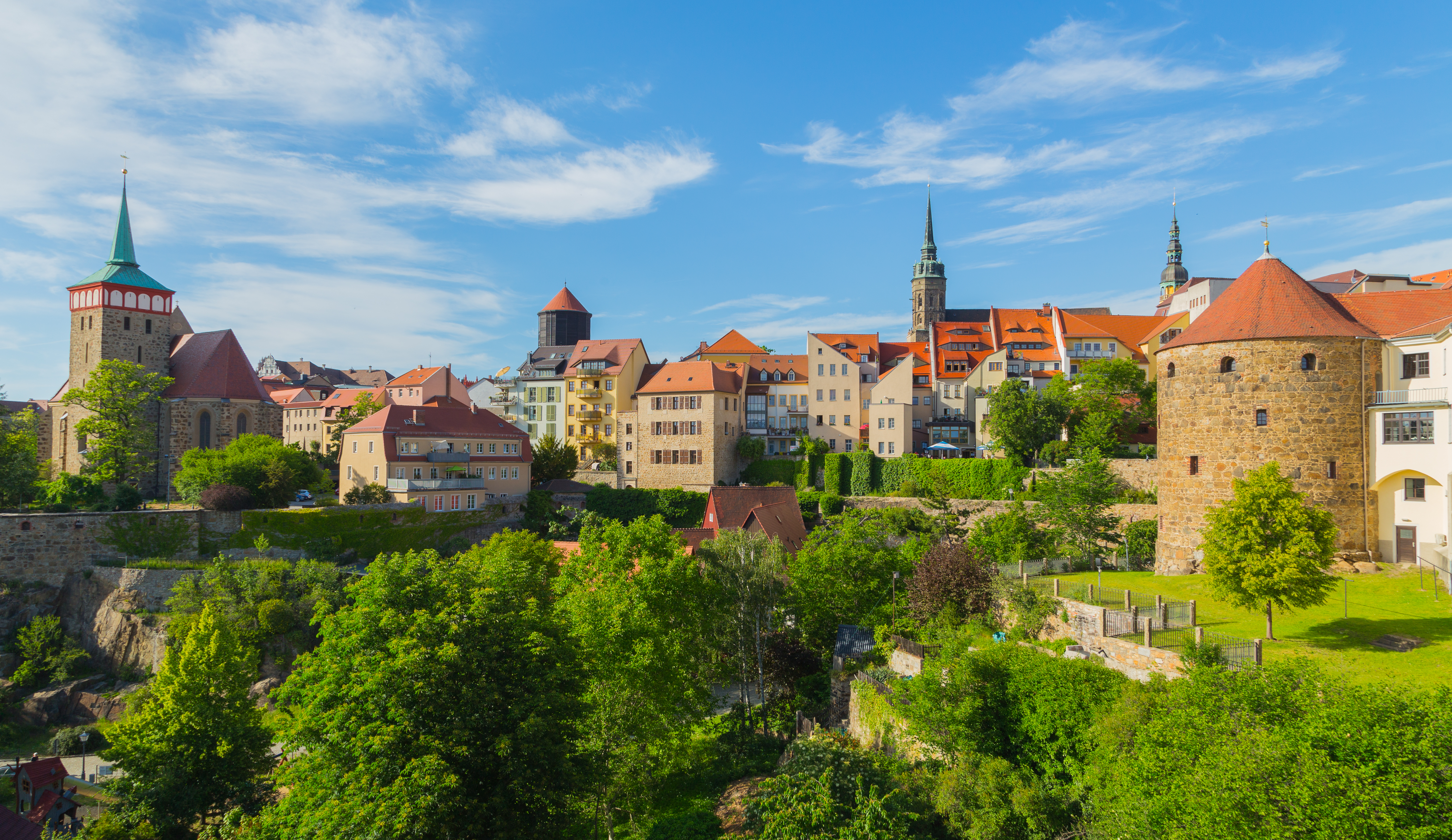

وهي بالألمانية Schlesische Oberlausitz وهي امتداد لولاية سكسونيا في ألمانيا وتضم جزءً صغيراً في بولندا ويتكلم أهلها الألمانية باللهجة السلافية ويتكلمون البولندية.